# 马瑙斯

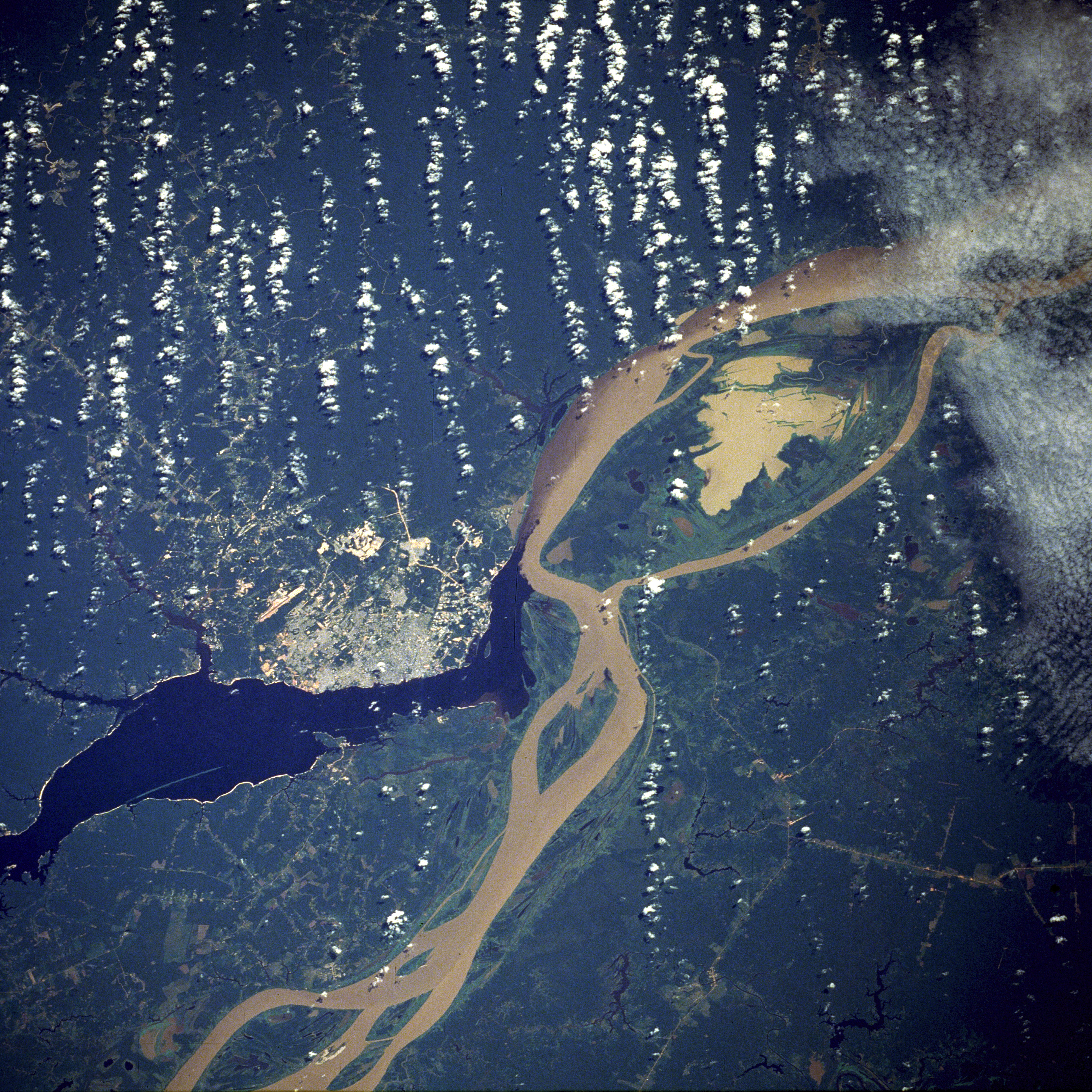
马瑙斯及周邊的衛星照片

马瑙斯（[mɐˈnaws, mɐˈnawʃ]）是巴西亚马逊州的首府，位于亚马逊河支流黑河（Negro，又译内格罗河）和索利蒙伊斯河（即亚马逊河干流）交汇处，面积337平方千米，在2024年時人口约为223万，是亞馬遜州內人口最多的城市。由於马瑙斯位於亞馬遜雨林中央，主要依靠船運與空運，這種隔離有助於保護該城的自然與文化，相較於巴西其他城市，瑪瑙斯保留許多巴西傳統土著文化。马瑙斯亦因其自由贸易区而著名。在自由贸易区投资可以享受政府的一些优惠政策。工业以冶金、化工、造船、电子和机械为主。马瑙斯市拥有世界上最大的浮动码头，全长1313米。主要有柑橘、木瓜等水果农产品，該地也出口巴西堅果、橡膠、黃麻和花梨木油等產品。
马瑙斯是2014年世界杯足球賽的主辦城市之一。這是在亞馬遜熱帶雨林中唯一主辦城市，也是本次主辦城市中位在最北與最西，並且最偏僻的城市。

## 历史
马瑙斯的欧洲殖民的历史始于1499年，當時西班牙人首次发现該地。西班牙之後则继续向巴西北部殖民。
随着人口增长，1695年，传教士（加尔默罗、耶稣会、方济各会）在此建立了教堂，在当时成为城市的守护神。它是一个战略要地。在1832年11月13日，卢格大巴拉升格为镇而得名马瑙斯。1856年9月4日，总督费雷拉·佩纳终于给它取名为“马瑙斯”。
马瑙斯的橡胶热潮在19世纪后期。这一时期修建了一座歌剧院，现为亚马逊歌剧院。马瑙斯成为了经济繁荣的城市。

## 地理
瑪瑙斯是巴西北部最大的城市，是巴西亚马逊州的首府，位在亞馬遜森林中，佔地11,401.06平方公里（4,402平方英里），人口密度為144.4人/平方公里。

## 氣候
瑪瑙斯在柯本氣候分類法內被分為在熱帶季風氣候區內，每年溫度改變的幅度不大。由於全城旱季在七到九月，且八月降雨量小於66毫米，使瑪瑙斯無法被分在熱帶雨林氣候區內。

## 人口
根據巴西國家地理及統計局在2012的結果顯示，在市中心約有1,861,906人居住，而整個瑪瑙斯大都會區總共擁有2,283,906人，這使瑪瑙斯成為巴西國內第七大城市。城市的人口增長高於全國平均水準，並且以10％以上高過首都巴西利亞。大部分人口位於城市的北部與東部地區，當中以新城地區人口最多，有超過26萬的居民居住於此。
根據最後一次的人口普查結果，城市人口從1960年的343,038人，到1970年增至622,733人，1990年人口更是增長到1,025,979人，其密度增加為至90.0人/平方公里。

## 經濟

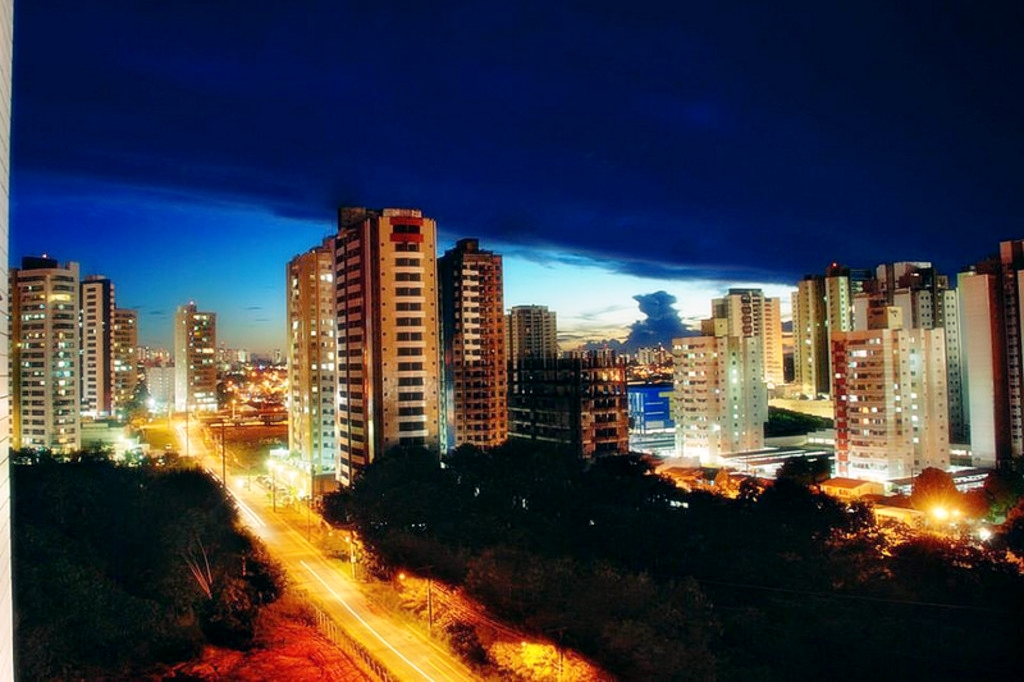
马瑙斯市中心

虽然马瑙斯20世纪的主要主业是橡胶，但它的重要性已经下降。它的鱼，野生水果，如巴西莓，巴西坚果等弥补了重要的交易，石油精炼，肥皂制造，化工等行业出现。在过去的几十年中，联邦投资税收激励制度已经把周边地区成为主要的工业中心（玛瑙斯自由经济区）。
马瑙斯绵延很大，但大多数的酒店和景点的位置都集中在市中心。作为亚马逊河上最大的城市，主要港口。马瑙斯商业发达。本地行业包括酿酒，造船，肥皂制造，所生产的驳船和旅游带来的化学品，电脑，摩托车和石油炼油。
全市国内生产总值约为319億1600萬雷亚尔（2006年）。。

## 地区

### 大都市区
马瑙斯都市区（RMM），其中人口2,283,906人（2012年）是巴西的第8大城市，但没有卫星城。

### 地区
马瑙斯分为七个区域：北部地区，南部地区，中部地区，南部地区，东部地区，西部地区，中西部地区和农村地区。城市东部地区的人口最多，大约有60万居民（2007），最近几年人口增长率是最高的，并拥有城市中最大的社区，城市的北部地区是新城区。中南部地区的人均收入是最高的。

## 交通

### 机场

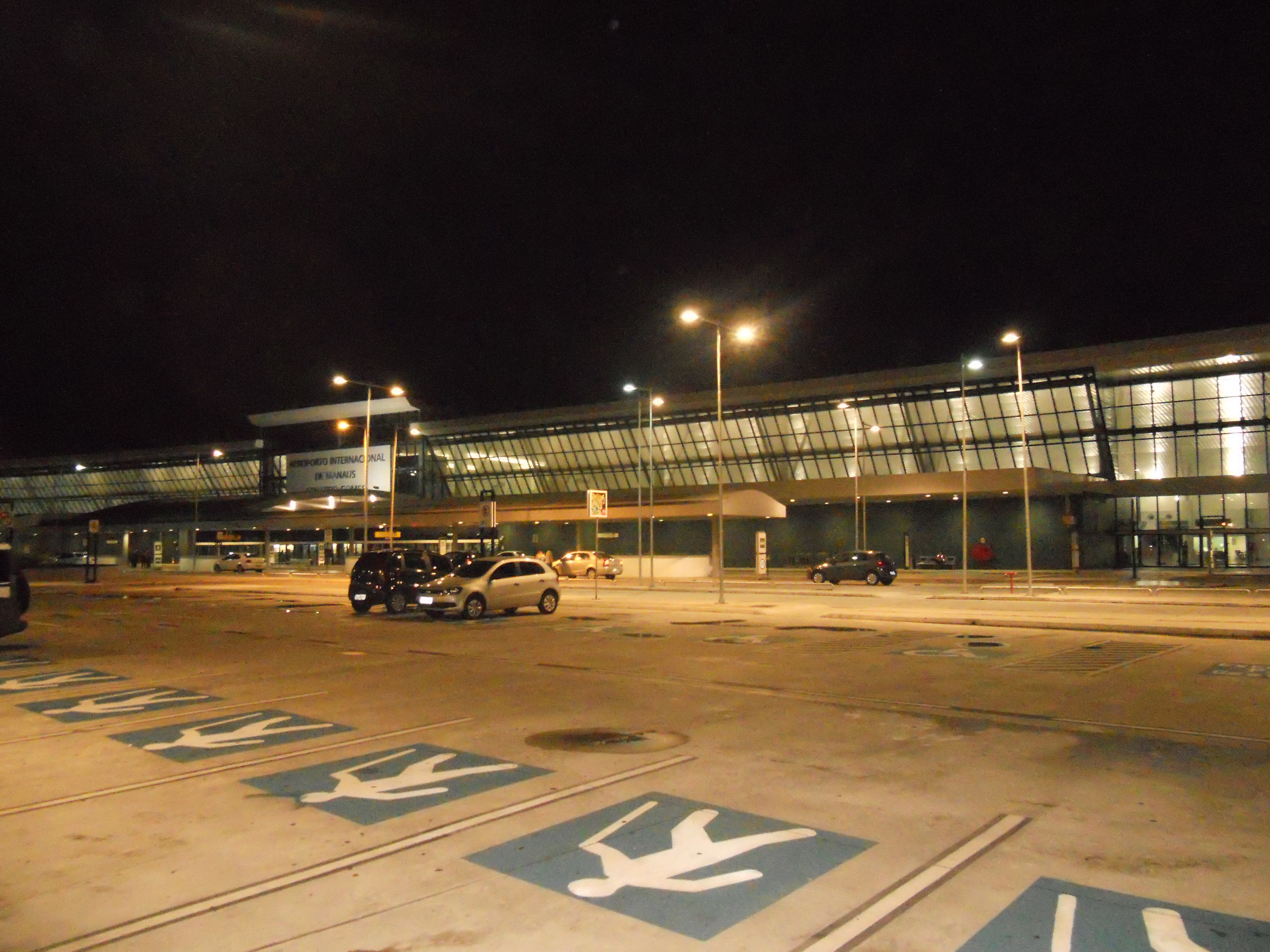
马瑙斯国际机场

马瑙斯-爱德华多·戈梅斯国际机场是服务于马瑙斯的国际机场，航運量位居巴西第三。该机场拥有两座航站楼，一为定期航班，另一个用于支线航空。它也有三个货运站点。

### 公路
有2条国道相交于马瑙斯。有一条柏油路向北（BR-174）连接马瑙斯和罗赖马州首府博阿维斯塔。严格地说，马瑙斯是有道路连接到巴西其他地方的，因为可以从该地沿公路驶入委内瑞拉，然后穿过哥伦比亚、厄瓜多尔和秘鲁等国重新进入巴西的阿克里州。因为这样的路线行驶较困难，马瑙斯的运输方式绝大多数是乘船或飞机，除了前往罗赖马州。独立报指出“马瑙斯仍然没有公路”到全国其他地区。

### 港口
马瑙斯的港口码头在市中心的内格罗河河畔，是亚马逊雨林的心脏地带。一些手机企业在马瑙斯的制造工厂，以及其他主要电子产品制造商都有工厂在那里。主要出口产品包括巴西坚果，化工，石油，电力设备，林产品和生态旅游，收入为城市的一个日益重要的来源。该地区最近发现的石油给这里带来了巨大潜力。

## 旅游
马瑙斯是巴西旅游名城，在其周围可领略亚马逊流域的热带雨林风情，距市区80公里就是野生热带雨林区。主要景点有海关大楼（砖瓦从英国进口）、马瑙斯大剧院、印第安人博物馆等、内格罗河（又译黑河）黑色的河水和亚马逊河白色河水交汇的奇观、原始森林的动植物景观等。

## 友好城市
| - 巴西 貝倫 - 美国 夏洛特 - 巴西 戈亞尼亞 - 日本 濱松市 - 以色列 耶路撒冷 - 印度尼西亞 馬辰 - 美国 梅薩 - 義大利 佩魯賈 | - 巴西 里約熱內盧 - 美国 鹽湖城 - 聖多明哥 - 中國 上海市 - 秘魯 伊基托斯 - 加拿大 薩尼亞市 - 首爾 |